# Крале на остготите
Едва след разпадането на империята на хуните след смъртта на Атила през 453 г.
се стига до отделяне на готските гревтунги (Greutungen), които по-късно заедно с други групи стават остготите, от хунското господство. Сега чак може да се говори за остготи. За по-раншната им история, която почти не може да се реконструира, може да се чете за гревтунгите.
Повечето крале на остготите са от династията на Амалите:
- 447 – 468/469 Валамир
- 465 – 474 Тиудимир
- 474 – 526 Теодорих Велики
- 526 – 534 Аталарих
- 526 – 535 Амалазунта
- 534 – 536 Теодахад
- 536 – 540 Витигис
- 540 – 541 Хилдебад
- 541 Ерарих
- 541 – 552 Тотила
- 552 Тея